# Numero di Liouville
Un numero di Liouville è un numero reale che può essere approssimato "molto bene" con una successione di numeri razionali.
Formalmente, un numero {\displaystyle x} è di Liouville se per ogni numero intero positivo {\displaystyle n} esistono degli interi {\displaystyle p} e {\displaystyle q} con {\displaystyle q>1} tali che 
{\displaystyle 0<\left|x-{\frac {p}{q}}\right|<{\frac {1}{q^{n}}}}.
Una definizione equivalente è che per ogni {\displaystyle n} esistono infinite coppie {\displaystyle (p,q)} di interi che verificano questa proprietà.
Si dimostra facilmente che ogni numero di Liouville è irrazionale. Nel 1844 Joseph Liouville dimostrò che i numeri che oggi portano il suo nome sono non solo irrazionali, ma anche trascendenti. 
Si dimostra che i numeri di Liouville nell'intervallo {\displaystyle [0,1]} sono non numerabili, ma hanno misura nulla. Questo implica che non tutti i numeri trascendenti sono di Liouville, e che anzi questa classe di numeri è molto piccola rispetto all'insieme dei numeri trascendenti. Esempi di numeri trascendenti ma non di Liouville sono il numero di Nepero ({\displaystyle e}) e pi greco ({\displaystyle \pi }).
La costante di Liouville, che, come non è difficile dimostrare, è un esempio di numero di Liouville, è il primo numero del quale è stata dimostrata la trascendenza.

## Irrazionalità
Supponiamo che sia {\displaystyle x=a/b}, con {\displaystyle a} e {\displaystyle b} interi, e sia {\displaystyle n} tale che {\displaystyle 2^{n-1}>b}. Allora per ogni coppia di interi {\displaystyle p} e {\displaystyle q} tali che {\displaystyle q>1} e {\displaystyle p/q\neq a/b} si ha 
{\displaystyle \left|x-{\frac {p}{q}}\right|=\left|{\frac {a}{b}}-{\frac {p}{q}}\right|=\left|{\frac {aq-bp}{bq}}\right|\geq {\frac {1}{bq}}\geq {\frac {1}{2^{n-1}q}}\geq {\frac {1}{q^{n}}}}
contraddicendo la proprietà usata per definire i numeri di Liouville.

## Trascendenza
Ogni numero di Liouville è trascendente, come fu dimostrato da Liouville nel 1844 (teorema di Liouville), sebbene l'inverso non sia sempre vero. La dimostrazione è basata sul lemma seguente.
Lemma. Per ogni algebrico irrazionale {\displaystyle \alpha } di grado n (che risolve cioè un'equazione di grado n a coefficienti interi, ma non equazioni di grado inferiore), esiste una costante A tale che per ogni coppia di interi p, q con q > 0
{\displaystyle \left|\alpha -{\frac {p}{q}}\right|>{\frac {A}{q^{n}}}}
Dimostrazione del lemma.
Sia P(x) il polinomio minimo di α (cioè monico e di grado minimo tale che {\displaystyle P(\alpha )=0} ). Poiché i polinomi sono lipschitziani in un intervallo limitato, esiste M > 0 tale che per ogni coppia a, b si ha
{\displaystyle |P(a)-P(b)|<M|a-b|}
Quindi in particolare
{\displaystyle M\left|\alpha -{\frac {p}{q}}\right|>\left|P(\alpha )-P\left({\frac {p}{q}}\right)\right|=\left|P\left({\frac {p}{q}}\right)\right|}
{\displaystyle \left|\alpha -{\frac {p}{q}}\right|>{\frac {1}{M}}\left|P\left({\frac {p}{q}}\right)\right|}
Osserviamo ora che {\displaystyle P(p/q)\neq 0}, in quanto altrimenti esisterebbe un altro polinomio a coefficienti razionali di grado minore che ha ancora {\displaystyle \alpha } come radice, contro le ipotesi. Da ciò segue anche la diseguaglianza {\displaystyle \left|P\left({\frac {p}{q}}\right)\right|\geq {\frac {1}{q^{n}}}}, perché si possono ridurre tutti i termini di P(p/q), {\displaystyle a_{i}{\frac {p^{i}}{q^{i}}}} allo stesso denominatore qn, e ciò dimostra il lemma.
Dimostrazione della trascendenza dei numeri di Liouville.
Supponiamo ora che il numero di Liouville {\displaystyle \alpha } sia algebrico di grado n, sia A la costante data dal lemma e r tale che {\displaystyle {\frac {1}{2^{r}}}<A}. Se m=r+n, allora, per la definizione di numero di Liouville, si ha
{\displaystyle \left|\alpha -{\frac {p}{q}}\right|<{\frac {1}{q^{m}}}={\frac {1}{q^{n}q^{r}}}<{\frac {A}{q^{n}}}}
il che contraddice l'algebricità di {\displaystyle \alpha }, per il lemma precedente e l'arbitrarietà di A.

## La costante di Liouville
Un particolare numero di Liouville è la cosiddetta costante di Liouville. Essa è pari a 
{\displaystyle c=\sum _{k=1}^{\infty }10^{-k!}=0,110001000000000000000001000...}
È facile dimostrare che essa è un numero di Liouville: ponendo infatti
{\displaystyle p_{n}=\sum _{k=1}^{n}10^{n!-k!}=10^{n!}\sum _{k=1}^{n}10^{-k!},~~~~q_{n}=10^{n!}}
(che sono numeri interi) si ottiene
{\displaystyle \left|c-{\frac {p_{n}}{q_{n}}}\right|=\sum _{k=1}^{\infty }10^{-k!}-10^{n!}{\frac {\sum _{k=1}^{n}10^{-k!}}{10^{n!}}}=\sum _{k=1}^{\infty }10^{-k!}-\sum _{k=1}^{n}10^{-k!}=\sum _{k=n+1}^{\infty }10^{-k!}<{\frac {2}{10^{(n+1)!}}}\leq {\frac {1}{10^{n\cdot n!}}}={\frac {1}{q_{n}^{n}}}}
e quindi c verifica la definizione di numero di Liouville, in quanto questa relazione vale per ogni intero positivo n.